# Orimarga (Orimarga) suspensa
Orimarga (Orimarga) suspensa is een tweevleugelige uit de familie steltmuggen (Limoniidae). De soort komt voor in het Oriëntaals gebied.